# 108 (バンド)
108は、アメリカのハードコア・パンクバンド。1991年にインサイド・アウト解散後にギタリストだったヴィック・ディカーラを中心にニューヨークで結成。バンドの音楽はメンバーのクリシュナ信仰を反映した宗教的な性格が強いものである。EPレコーディング中にロブ・フィッシュがボーカルとして加入。1992年に1stアルバム『Holyname』をリリース。1996年にディカーラがインドで修行を積むため解散するが、2005年に再結成を果たす。

## 作品

### アルバム
- Holyname （1992年）
- Songs of Separation （1995年）
- Threefold Misery （1996年）
- A New Beat from a Dead Heart （2007年）
- 18.61 （2010年）

### EP
- Curse of Instinct （1996年）

### コンピレーション・アルバム
- Anti-Matter （1996年）
- One Path for Me Through Destiny （1997年）
- Creation. Sustenance. Destruction. （2006年）